# Suore di carità di Santa Maria
Le suore di carità di Santa Maria, dette del Buon Consiglio, sono un istituto religioso femminile di diritto pontificio: le suore di questa congregazione pospongono al loro nome la sigla S.S.M.

## Storia
Le origini della congregazione risalgono a una casa della misericordia di Torino diretta, dal 1854, da Luigia Angelica Clarac, suora delle figlie della carità di San Vincenzo de' Paoli. Erede di una cospicua fortuna, la Clarac utilizzò i suoi beni per allargare le opere caritative del suo istituto: trasferì l'istituto in una sede più ampia e vi aprì un asilo, una scuola, un ambulatorio, un laboratorio, un oratorio e una cappella dedicata a Nostra Signora del Sacro Cuore.
Su consiglio del vescovo di Ivrea, nel 1871 la Clarac si separò dalle figlie della carità e istituì la Società delle dame di carità, approvata come ente morale dal governo italiano nel 1887, alla quale intestò le sue opere.
Intanto l'istituto iniziò a espandersi: nel 1879 fu aperta la prima filiale a Grottammare e nel 1884 la seconda a Moncalieri.
Nel 1887 la fondatrice morì e le succedette Odile Serra di Santa Maria, che fece trasferire la casa generalizia in un nuovo edificio in borgo Crimea presso il quale eresse un santuario dedicato a Nostra Signora del Buon Consiglio : la Serra di Santa Maria rinnovò anche le costituzioni dell'istituto, che fu eretto in congregazione di diritto diocesano con decreto del cardinale Agostino Richelmy, arcivescovo di Torino, del 20 settembre 1910.
La congregazione ricevette il pontificio decreto di lode il 14 febbraio 1934 e l'approvazione definitiva il 10 maggio 1941.

## Attività e diffusione
Le suore si dedicano a varie opere di carattere educativo e socio-assistenziale.
Sono presenti in Argentina, Canada, Cile, Colombia, Ecuador, India, Italia, Messico, Perù, Stati Uniti d'America; la sede generalizia è a Torino.
Alla fine del 2008 la congregazione contava 279 religiose in 45 case.